# داريل ووكر
داريل ووكر (بالإنجليزية: Darrell Walker)‏ مواليد 9 مارس 1961 في شيكاغو، هو لاعب كرة سلة محترف أمريكي سابق أصبح مدرباً بدأ مسيرته الاحترافية في سنة 1983 حيث تم اختياره من قبل فريق نيويورك نيكس خلال الدرافت. يبلغ طوله 6 قدم 4 بوصة (1.9 م). اعتزل اللعب في 1993.

## فرق لعب لها
- نيويورك نيكس
- دنفر ناغتس
- واشنطن ويزاردز
- ديترويت بيستونز
- شيكاغو بولز

## روابط خارجية
- داريل ووكر على موقع إن بي أي (الإنجليزية)
- داريل ووكر على موقع سبورتس رفرنس (الإنجليزية)
- داريل ووكر على موقع كلية كرة السلة في سبورتس رفرنس.كوم (الإنجليزية)
- داريل ووكر على موقع ريلجم (الإنجليزية)
- داريل ووكر على موقع بروبوليرز (الإنجليزية)
- داريل ووكر على موقع سبورتس رفرنس (الإنجليزية)
- داريل ووكر على موقع سبورتس رفرنس (الإنجليزية)
- داريل ووكر على موقع كلية كرة السلة في سبورتس رفرنس.كوم (الإنجليزية)